# Behrang Safari
Behrang Safari (* 9. Februar 1985 in Teheran) ist ein ehemaliger schwedischer Fußballspieler iranischer Abstammung. Der Defensivspieler, der 2008 in der schwedischen Nationalmannschaft debütierte und bis 2013 auf 31 Länderspiele kam, spielte während seiner aktiven Laufbahn in Schweden, der Schweiz und Belgien.
Safari gewann mit dem FC Basel fünfmal die Schweizer Fussballmeisterschaft und einmal den Schweizer Cup, darunter einmal das sogenannte Double. Des Weiteren wurde er mit Malmö FF viermal Schwedischer Meister und mit RSC Anderlecht zweimal Belgischer Meister. Zwischen 2010 und 2017 gewann er dabei durchgehend in den verschiedenen Verbänden die Meisterschaft, insgesamt neun seiner elf Meistertitel gewann er derart in Serie.

## Werdegang

### Karrierestart in Schweden
Safari kam als Zweijähriger mit seiner Familie aus dem Iran nach Schweden. Zunächst in Höganäs wohnhaft, zog die Familie später nach Lund. Dort begann Safari 1992 mit dem Fußballspielen, als er sich der Jugendmannschaft des Lunds SK anschloss. Er durchlief die einzelnen Altersklassen und kam bereits als Teenager in der im unterklassigen Amateurbereich antretenden Erwachsenenmannschaft zum Einsatz. Auf eigenen Wunsch spielte er jedoch mit der Jugendmannschaft des Lunds SK gegen die Nachwuchself von Malmö FF und wurde nach dem Spiel in das Nachwuchscamp des höherklassigen Malmö FF eingeladen.
Safari erhielt bei Malmö FF einen Nachwuchsvertrag und wurde bei den A-Junioren und in der zweiten Mannschaft eingesetzt. Vor Beginn der Erstliga-Spielzeit 2004 unterzeichnete er einen Ausbildungsvertrag, womit er für die erste Mannschaft spielberechtigt war. Unter Trainer Tom Prahl trug er mit drei Einsätzen in dieser Spielzeit zum Gewinn der schwedischen Meisterschaft bei. Auch in der folgenden Saison war er Ergänzungsspieler. Ab der Spielzeit 2006 konnte er sich an der Seite von Spielern wie Ulrich Vinzents, Jonas Sandqvist, Marcus Pode und Anders Andersson als Stammspieler etablieren.
Mit seinen Leistungen überzeugte Safari Nationaltrainer Lars Lagerbäck, der ihn Anfang 2008 für eine Amerikatour der schwedischen Nationalelf nominierte. Am 13. Januar 2008 debütierte Safari in der Nationalmannschaft, als er beim 1:0-Erfolg über die costa-ricanische Landesauswahl in der Startelf stand. Kurzzeitig weiterhin im Kreis der Nationalmannschaft und auch in der Spielzeit 2008 bis zur Sommerpause in allen elf Saisonspielen für Malmö FF auf dem Feld, verpasste er dennoch im Sommer die Nominierung in den Kader zur Europameisterschaft 2008.

### Auslandswechsel zum FC Basel und zweijährige Stuppvisite beim RSC Anderlecht
Am 16. Juni 2008 unterschrieb Safari beim FC Basel einen Dreijahresvertrag. Er debütierte für Basel am 23. Juli 2008 beim 1:0-Heimsieg gegen den Grasshopper Club Zürich. Fortan etablierte der Linksverteidiger sich in der von Christian Gross trainierten Mannschaft als Stammspieler und bestritt in seiner ersten Spielzeit 34 der 36 ausgetragenen Ligaspiele. Parallel dazu entwickelte er sich auch zu einer Konstante in der schwedischen Nationalmannschaft, die jedoch die Qualifikation zur Weltmeisterschaftsendrunde 2010 verpasste. Ab dem Sommer 2009 bildete er mit Beg Ferati, David Abraham, Samuel Inkoom und Çağdaş Atan unter dem neuen Basler Trainer Thorsten Fink die Abwehrreihe des Klubs. Safari schoss sein erstes Wettspieltor für den FC Basel am 7. Februar 2010 beim 4:0-Heimsieg gegen den BSC Young Boys. Er wurde in diesem Jahr mit dem FC Basel Schweizermeister. Zudem bestritt Safari das Pokalendspiel gegen den FC Lausanne-Sport, das 6:0 gewonnen wurde.
Im Sommer 2010 qualifizierte sich Safari mit dem FC Basel zum dritten Mal in der Vereinsgeschichte für die Gruppenphase der UEFA Champions League. Dort kam er in allen sechs Spielen zum Einsatz.
Safari verlängerte seinen im Sommer 2011 auslaufenden Vertrag beim FC Basel, der auch in diesem Jahr Schweizer Meister wurde, nicht. Kurz nach Saisonende gab er seinen Wechsel in die belgische Pro League zum RSC Anderlecht bekannt, bei dem er einen Dreijahresvertrag erhielt. Nach zwei Jahren in Belgien, in denen er mit Anderlecht zweimal Meister wurde, kehrte Safari im Juni 2013 zum Schweizer Serienmeister FC Basel zurück.

### Rückkehr zum FC Basel
Er unterzeichnete mit Basel einen Dreijahresvertrag bis zum Ende der Spielzeit 2016/17. Die Spielzeit 2013/14 war für Basel sehr erfolgreich. Das Team beendet den Fussballmeisterschaft 2013/14 als Meister und stand im Final des Schweizer Cups, welcher aber nach Verlängerung verloren ging. Basels Champions League Saison endete zwar nach der Gruppenphase aber im Europa League avancierte sie bis in den Viertelfinals. Der FCB bestritt 68 Partien (36 Meisterschaft, 6 Cup, 10 Champions League und 6 Europa League, sowie 10 Testspiele). Safari hatte unter Trainer Murat Yakin insgesamt 39 Einsätze, davon 21 in der Super League, 3 im Cup, 7 in der Champions und 3 in der Europa League, sowie 5 in Testspiele.
Für Safari und der FCB war die Spielzeit 2014/15 ebenfalls sehr erfolgreich. Das Team beendet den Fussballmeisterschaft 2014/15 zum 18. Mal als Meister (zum 6. Mal in Folge) mit 12 Punkten Vorsprung auf den 2. Platzierten BSC Young Boys und 25 Punkten Vorsprung auf den 3. Platzierten FC Zürich. Safari wurde zum 4. Schweizer Meister. Basel stand wiederholt im Final des Schweizer Cups, welcher aber gegen FC Sion 0:3 verloren ging. In der 2014/15 Champions League Saison avancierte Basel bis in den Achtelfinals. Während der Spielzeit 2014/15 bestritt der FC Basel insgesamt 65 Partien (36 Meisterschaft, 6 Cup, 8 Champions League und 15 Testspiele). Unter den neuen Trainer Paulo Sousa hatte Safari insgesamt 41 Einsätze, davon 24 in der Super League, 2 im Cup, 7 in der Champions League, sowie 13 in Testspiele.
Am 18. Januar 2016 verkündete der FC Basel, dass Safari nach der Rückrunde der Saison 2015/16 zu seinem Jugendverein Malmö FF zurückkehren wird. Unter Trainer Urs Fischer gewann er am Ende der Saison 2015/16 den Meistertitel zum fünften Mal mit dem FCB. Für den Club war es der siebte Titel in Serie und insgesamt der 19. Titel der Vereinsgeschichte.

### Rückkehr nach Schweden
Ab August 2016 spielte Safari wieder für Malmö FF, bis zum Ende der Spielzeit 2016 trug er in elf Spieleinsätzen zum Gewinn der Meisterschaft bei. Auch in der folgenden Spielzeit war er als Stammspieler ein Garant für die erfolgreiche Titelverteidigung, nach einem Platzverweis im Sommer und einer Verletzung im Saisonendspurt beim 3:1-Auswärtserfolg bei IFK Norrköping am 16. Oktober 2017, mit dem der vorzeitige Meisterschaftsgewinn besiegelt wurde, lief er in 21 Meisterschaftsspielen auf. Nach den jeweiligen Meisterschaftsgewinnen konnte er sich mit dem Klub jedoch nicht für die Gruppenphase der Champions League qualifizieren. Zunehmend von Verletzungen und Blessuren verfolgt rückte er in die zweite Reihe, wobei er in den Spielzeiten 2018 und Spielzeit 2019 noch mindestens die Hälfte der Saisonspiele bestritt. In der von der globalen COVID-19-Pandemie überschatteten Spielzeit 2020 stand er nur noch in sechs Saisonspielen in der Startelf, zudem kamen sieben Einsätze als Einwechselspieler. Bereits im Herbst hatte er daher sein Karriereende mit Vertragsende zum Saisonabschluss verkündet. Als der Klub am viertletzten Spieltag mit einem 4:0-Erfolg über IK Sirius am 8. November den erneuten Meistergewinn vorzeitig sicherte, kam er ebenso als Einwechselspieler zum Einsatz wie am letzten Spieltag am ersten Dezemberwochenende beim 4:0-Sieg über Östersunds FK.

## Erfolge
FC Basel
- Schweizer Meister: 2010, 2011, 2014, 2015, 2016
- Schweizer Cupsieger: 2010

RSC Anderlecht
- Belgischer Meister: 2012, 2013

Malmö FF
- Schwedischer Meister: 2004, 2016, 2017, 2020